# Autodesk Maya
Autodesk Maya (també conegut com a Maya) és un programa informàtic dedicat al desenvolupament de gràfics 3D per ordinador, efectes especials, animació i de dibuix. Va sorgir a partir de l'evolució de PowerAnimator i de la fusió d'Alias i Wavefront, dues empreses canadenques dedicades als gràfics generats per ordinador. Més tard Silicon Graphics (ara SGI), el gegant informàtic, va absorbir a Alias-Wavefront, que finalment fou absorbida per Autodesk propietària de 3d Studio Max, per la quantitat de 182 milions de dòlars.
La potència i les possibilitats d'expansió i personalització de la seva interfície i eines són les principals característiques de Maya. MEL (Maya Embedded Language) és el codi que forma el nucli de Maya y gràcies a aquest es poden crear scripts i personalitzar els diferents paquets.
El programa disposa de diverses eines per al modelatge, animació, renderització, simulació de roba i cabell, dinàmiques (simulació de fluids), etc.
A més a més, Maya és l'únic programari de 3D acreditat amb un Oscar gràcies a l'enorme impacte que ha provocat a la indústria cinematogràfica com a eina d'efectes visuals, amb un ús molt estès degut a la seva gran capacitat d'ampliació i personalització dins el programa.

## Història
Maya és la culminació de tres línies de programari 3D: Wavefront's The Advanced Visualizer (a Califòrnia), Thomson Digital Image (TDI) Explore (a França) i Alias' Power Animator (a Canadà). Aquesta combinació ha estat emprada per nombroses pel·lícules, com Patlabor 2: la pel·lícula, Nicky, l'aprenenta de bruixa, i Porco Rosso. L'empresa fusionada es va denominar Alias-Wavefront. Li va portar anys a Àlies-Wavefront, després de la fusió, el crear Maya. En el moment de la fusió ambdues, Alias i Wavefront, estaven treballant en la seva propera generació de programari.
Àlies va agafar un programa de Macintosh, "Alias Sketch!", i ho va traslladar a la plataforma SGI, afegint moltes característiques a la mateixa. El nom en clau per a aquest projecte va ser "Maya" (माया māiā), el terme sànscrit que en hindú evoca al concepte de la "il·lusió".
Maya es va desenvolupar en estreta col·laboració amb Studio Ghibli, durant la producció del viatge de Chihiro. El GUI (Graphical User interface, la interfície gràfica d'usuari) era tot personalizable com un requisit de Disney perquè poguessin establir el seu propi GUI i el flux de treball basat en dècades d'experiència en l'animació. Això va tenir un gran impacte en l'obertura de Maya i, posteriorment, també va ajudar a convertir-se al programari estàndard de la indústria, ja que moltes instal·lacions de propietat apliquen una àmplia personalització del programari per guanyar avantatge competitiu.
Llavors es va decidir adoptar l'arquitectura d'Alias "Maya" i fusionar-se amb el codi de Wavefront, això succeí l'any 2002.
En els primers dies de desenvolupament, Maya va utilitzar TCL com a llenguatge de scripting, amb la finalitat de deixar enrere les similituds que tenien amb el llenguatge de consola d'UNIX. Després de la fusió amb Wavefront, Sophia va ser el llenguatge de scripts triat per assentar les bases de MEL (Maya embedded language).
Després de la seva publicació en 1999, Alias-Wavefront suspengué tots els programes basats en animació, incloses les d'Alias Power Animator, per animar als consumidors a actualitzar-se a Maya.
S'aconseguí l'ampliació de la seva línia de productes per fer-se càrrec d'una gran quantitat de quota de mercat amb les principals companyies d'efectes visuals, com a Industrial Light Magic i Tippett Studio, i el canvi de Softimage a Maya per al programari d'animació.
Àlies-Wavefront més tard va passar a cridar-se Alias. Alias al 2003 va ser venut a SGI per la Ontario Teachers' Pension Plan i la signatura d'inversió privada Accel-KKR. A l'octubre de 2006, Alias es va vendre de nou, aquesta vegada a Autodesk, i el 10 de gener de 2007, Autodesk va concloure l'adquisició d'Alias Maya, amb la qual cosa ara es coneix al programa com a Autodesk Maya.
Maya és un programa per modelar, animar i renderizar objectes tridimensionals molt complet, semblant a 3D Studio Max, de la mateixa companyia. La seva interfície i les avançades eines de disseny i edició el converteixen en un dels programes més utilitzats a tot el món per professionals del desenvolupament de jocs i de la creació de continguts per a la televisió i elcinema.
Amb aquest programa és possible crear objectes en 2D i 3D, i fins i tot, manipular-los fins a convertir-los en objectes molt més concrets com per exemple: casa, cotxes, vaixelles, i més.

## Perspectiva general

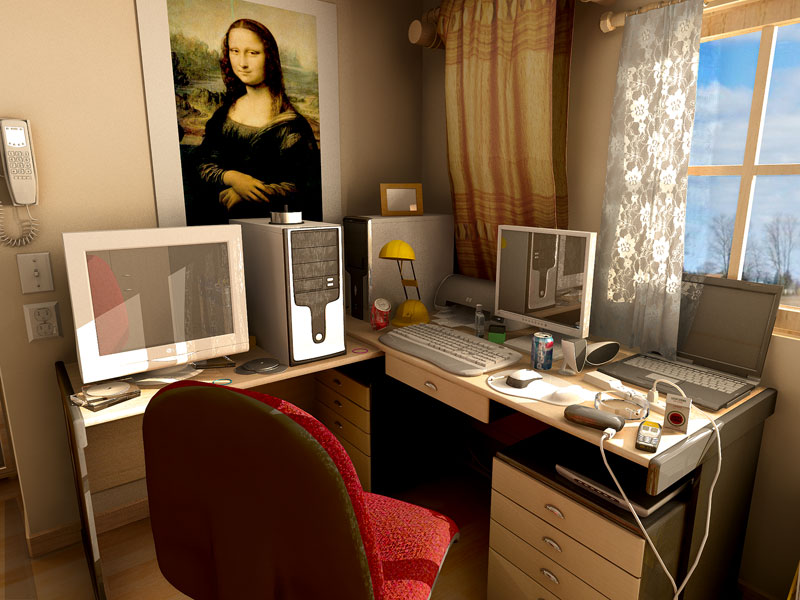
Render en Maya amb Arnold

Animació en Maya amb Arnold

Autodesk Maya es comercialitzava en dues variants: Maya Complete (una versió bàsica que inclou els mòduls de modelatge, animació, render, dinàmiques/partícules) i 'Maya Unlimited' (la versió més avançada, que disposa dels mòduls de la versió "Maya Complete", més els de Fluids, Hair, Cloth, el nou NCloth etc.). En aquest temps, la versió Unlimited tenia un preu semblant al de la majoria de programes d'aquest tipus, però solia ser considerablement més car. A l'any 2011, "Maya complete" i "Maya Unlimited" es van unir creant una sola versió.
El Maya Personal Learning Edition (PLE) està disponible per a ús no comercial, i és gratuït. Les imatges renderitzades amb aquesta versió tenen el logotip de la companyia imprès en forma de filigrana digital.
Maya va ser desenvolupat per Alias i està disponible per als següents sistemes operatius: Microsoft Windows, GNU/Linux, IRIX (descontinuado per Alias), i Mac OS X. L'última versió de Maya, versió 2012 Service Pack 1, sortí a l'octubre de 2012.
Quan Autodesk va comprar Alias l'octubre del 2006, es van comprometre a seguir amb la línia de productes. Al moment de l'adquisició el que es preguntaven els usuaris de Maya era si Autodesk anava a fusionar Maya amb el seu altre programari de 3D, 3D Studio Max, creant un híbrid. En les posteriors entrevistes es va aclarir que es mantindrien com a productes separats. L'adquisició va ser completada el 10 de gener de 2007. Duncan Brinsmead, el cap de desenvolupament d'Alias (actualment en Autodesk), ha desenvolupat al costat d'altres programadors Nucleus, un sistema de partícules (orientat a la dinàmica de Soft Bodies) plantejat com multiplataforma/multiprogramari posteriorment amb la possibilitat d'integrar-se amb 3D Studio Max.
La característica més important de Maya és l'obert que és al programari de tercers, el qual pot canviar completament l'aparença de Maya. El mateix programari es pot transformar a causa de les seves opcions altament personalizables. A part de la seva potència i flexibilitat, aquest aspecte només va fer que Maya fos molt interessant per als grans estudis que tendeixen a escriure molt codi personalitzat per a la seva producció utilitzant el kit de desenvolupament que ve inclòs.

## Modelatge

Animació en Maya

Maya treballa amb qualsevol tipus de superfície NURBS, polígons i subdivisió de superfícies, i inclou la possibilitat de convertir entre tots els tipus de geometria.nomas
- NURBS: són figures creades a força de corbes i superfícies els components de les quals són bàsicament els control vertex, les isoparms (isoparamétricas) i els hulls (loops enters de isoparms).
- Polígons: són els objectes més fàcils de modelar per la seva falta de complexitat i el seu major nombre d'eines. Els seus components bàsics són les cares, arestes i vèrtexs.
- Subdivisions: són un híbrid entre les Nurbs i els polígons. No obstant això no es poden modelar usant tots dos estils alhora, per a això cal escollir en quina manera es desitja modelar (Standard Mode o Polygon Mode). Posseeixen els mateixos components que les NURBS i els polígons a més d'una manera de refinament per nivells per obtenir major subdivisió geomètrica i aconseguir així major detall de modelatge.

Espai Tridimensional
Maya utilitza l'espai 3D el qual és un espai matemàtic virtual creat pel programa de disseny 3D. Està definit per un sistema cartesià de tres eixos: X, Y, Z. El punt d'on surten les línies virtuals que defineixen els eixos es diu origen i les seves coordenades son (0, 0, 0).
En aquest espai virtual es creen, modifiquen i disposen els diferents objectes tridimensionals que van a compondre l'escena.

## Interfície gràfica
La seva interfície gràfica va ser creada amb les llibreries Qt.